# My BFF (telenovela)
My BFF  é uma telenovela filipina exibida em 2014 pela GMA Network.

## Elenco
- Jillian Ward ... Chelsea
- Mona Louise Rey ... Rachel
- Manilyn Reynes ... Lyn
- Janno Gibbs ... Christian
- Valerie Concepcion ... Lavander
- Pen Medina ... Gerry
- Irma Adlawan ... Tonying
- Hiro Peralta ... Baron
- Mariel Pamintuan ... Kim
- Rez Cortez ... Jessie
- Miggs Cuaderno ... Red
- Lenlen Frial ... Blue Jasmine
- Angel Satsumi ... Giselle
- Leandro Baldemor ... Patrick
- Via Antonio ... Mindy
- Raquel Villavicencio ... Criselda